# Palura argyrota
Palura argyrota là một loài bướm đêm trong họ Noctuidae.